# 로자 룩셈부르크 광장

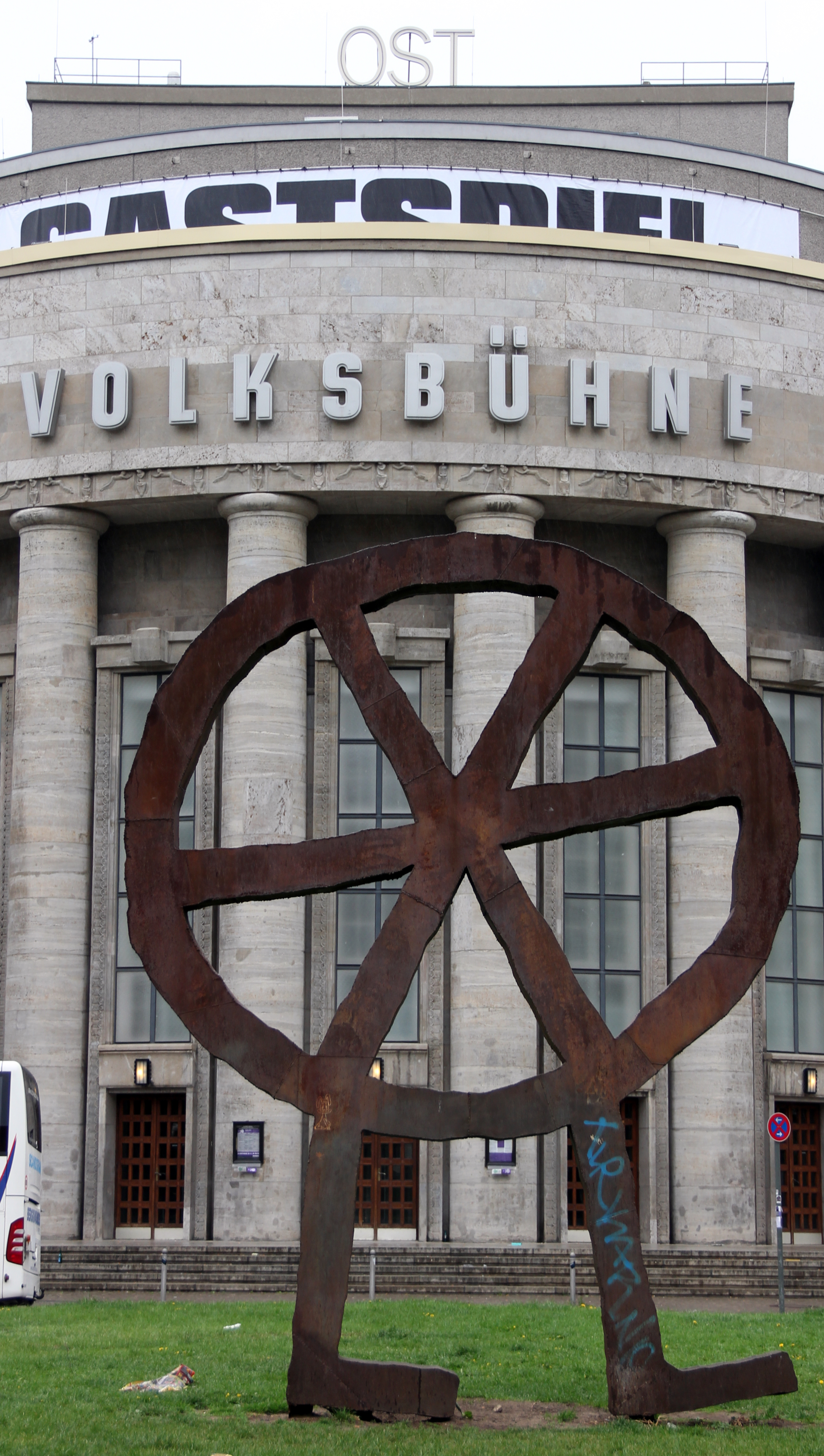

로자 룩셈부르크 광장(독일어: Rosa-Luxemburg-Platz 로자 룩셈부르크 플라츠[*])은 독일 베를린에 있는 광장이다. 인민극장과 카를 리프크네히트 하우스로 둘러싸여 있다. 후자는 독일 좌파당의 중앙당사다. 1926년 이 광장에서 독일 공산당이 창당되었다.
예전에는 "바벨스베르크 광장"(1907년-1910년), "뷜로 광장"(1910년-1933년)이라고 불렸고, 나치당 집권 이후 "호르스트 베셀 광장"이라고 개명되어 1945년까지 그 이름이 유지되었다. 나치 붕괴 이후 1947년까지는 "리프크네히트 광장"이라고 하다가 1947년부터 1969년까지 "룩셈부르크 광장"이라고 했고 이후 "로자 룩셈부르크 광장"이라고 개명하여 현재까지 이어진다.
1931년 파울 안라우프·프란츠 렌크 피살사건의 현장이었으며 1933년 아돌프 히틀러가 독일 수상으로 지명되기 5일 전 나치당의 대규모 집회가 있었던 역사적 현장이기도 하다. 교통편으로 지하철역인 로자룩셈부르크플라츠역이 있다.